# Judith Hörndahl
Judith Augusta Elfrida Hörndahl, född den 6 september 1883 i Lund, död den 12 april 1969 i Helsingborg, var en svensk operasångare (sopran).

## Biografi
Hörndahl föddes som femte barnet i en syskonskara på åtta. Hon var dotter till regementstrumslagaren Frans Wilhelm Hörndahl och Ida Cecilia Hörndahl (född Segerström). Alla de sex barn i familjen som uppnådde vuxen ålder fick en gedigen utbildning (apotekare, veterinär, militärmusiker, rikstelefonist, operasångerska/musikdirektör och advokat). Familjen var musikalisk och alla barnen lärde sig spela något instrument. Judith Hörndahl var den mest musikaliska och började tidigt sjunga i Lunds domkyrka. År 1902 började hon sina studier vid Musikkonservatoriet i Stockholm under fru Dagmar Möller. Under tiden 1908–1913 uppträdde hon i ett flertal roller på Kungliga Teatern i Stockholm och 1910 fick hon fast engagemang vid operan.
Hörndahl genomgick under ett år sång- och rollstudier för Franz Zimmerman i Berlin och var under en period engagerad vid Breslau Hofoper. Hennes ambitioner att göra internationell karriär stoppades emellertid av första världskriget. Under hela sin karriär gav Hörndahl konserter framför allt i Sydsverige.
Hon anställdes hos Centralbyrån i Lund där hon verkade från och med hösten 1916 till och med våren 1931 som konsertsångerska. Under dessa år gav hon 31 konserter. 1924 avlade Högdahl musikdirektörsexamen vid konservatoriet varefter hon började undervisa i piano och sång privat och vid skolor i Skåne. Åren 1925–1926 var hon anställd vid Samskolan i Trelleborg, 1926–1947 vid Högre allmänna läroverket för flickor i Helsingborg och därefter vid Winzellska skolan i Helsingborg.

## Roller vid Kungliga Teatern
| År   | Opera                                   | Roll                       |
| ---- | --------------------------------------- | -------------------------- |
| 1908 | Carmen                                  | Mikaëla                    |
| 1908 | På Sicilien (Cavalleria rusticana)      | Zautuzza                   |
| 1909 | La Bohème                               | Mimi                       |
| 1909 | Madama Butterfly                        | Madama Butterfly           |
| 1909 | Mignon                                  | Mignon                     |
| 1909 | Fidelio                                 | Marcelina                  |
| 1909 | Louise (Gustave Charpentier)            | Louise                     |
| 1909 | Wilhelm Tell                            | Jemmy                      |
| 1910 | Arnljot                                 | Vainos                     |
| 1910 | Izëyl (Eugen d'Albert)                  | En av två pärlfiskare      |
| 1910 | Figaros bröllop                         | Barbarina, Antonios dotter |
| 1911 | Telemarks friarfärd                     | Adreste                    |
| 1911 | Boris Godunov                           | Fjodor                     |
| 1911 | Carmen                                  | Mercedes                   |
| 1911 | Lohengrin                               | en av 4 svenner            |
| 1911 | Madama Butterfly                        | Kate Linkerton             |
| 1912 | Thaïs                                   | Crobyle (slavinna)         |
| 1912 | Hoffmans äventyr                        | Antonia                    |
| 1912 | Muntra fruarna i Windsor (Otto Nicolai) | Anna Page                  |

## Andra framträdanden
| År                | Föreställning                                    | Repertoar |
| ----------------- | ------------------------------------------------ | --- |
| 27 september 1908 | Arbetarinstitutets Folkkonsert                   | Lange-Müller: Lille røde Rønnebær, Skin ud du klare solskin (text: Thor Lange); Agathe Backer-Grøndahl: Hun sover i Ly (Text: Ernst von der Recke) |
| 6 december 1908   | Eskilstuna baptistförsamling, Västerås           | Wennberg, Peterson-Berger, Bedinger, Josephson |
| 13 januari 1909   | Arbetarinstitutets folkkonsert                   | Emil Sjögren: O säg du enda; Kära hälsningar, Monet, Det driver dug                                                                                |
| 14 februari 1909  | Konsert till förmån för de arbetslösa            | Stenhammar, Peterson-Berger |
| 25 mars 1909      | Oratoriet Elias                                  | |
| 16 april 1909     | Romans- och sonatafton                           | |
| 16 oktober 1913   | Kammarmusikkonsert i Malmö                       | Stenhammar, Grieg, Sjögren |
| 18 oktober 1913   | Andreas Halléns Juloratorium, Helsingborg        | |
| 18 oktober 1914   | Konsert i Bara kyrka till förmån för Röda Korset | Josephson, Peterson-Berger |
| 1 november 1914   | Populärkonsert i Nässjö kyrka                    | Josephson, Händel |
| 27 november 1914  | Lukasgillets högtidsstund                        | Aria ur Skapelsen (Haydn), samt Josephson och Händel                                                                                               |
| 13 december 1914  | Malmö förening för kvinnans politiska rösträtt   | Luciasången |
| 1914              | Vendisternas konsert                             | Juvelarian ur Faust, Elsas dröm ur Lohengrin, Ave Maria                                                                                            |
| 23 mars 1915      | Konsert på Winslöfs teater                       | Mozarts konsertouvertyr, Haydns symfoni nr 11 i G-dur                                                                                              |
| 18 april 1915     | Hennebergakonsert                                | Susannas aria ur Figaros bröllop |
| November 1915     | Populärkonsert                                   | Aria ur Figaros bröllop, 2 romanser av Sjögren, Aria ur Friskytten                                                                                 |
| 1916              | Hennebergakonserten                              | Susannas aria ur Figaros bröllop, Elisas dröm ur Lohengrin                                                                                         |
| 1 oktober 1919    | Minerva                                          | Bedingers, Becker-Gröndahl, Felx Körberg |
| 1919              | Helsingborgs Orkesterförening                    | Thomas/Mignon, Juvelarian ur Faust |
| Maj 1920          | Västerås kyrka och orgelinvigning i Ankarsrum    | Konsert tillsammans med Julius Ruthström |
| Februari 1921     | Auditoriumkonsert                                | |
| Juni–juli 1921    | Wedel-Cedergrenska solistensemblen, Västerås     | Operan Pepito |
| Februari 1922     | Till förmån för de arbetslösa, Katarina kyrka    | Aria ur operan Rinaldo av Händel, O Herre/Melartin, Ave Maria/Luigo-Lussi                                                                          |
| April 1922        | 50:e Motettaftonen                               | Heimweh, Wenn in bangen, Trüben, Stunden av Reger                                                                                                  |
| December 1923     | Konsert i Johannes kyrka                         | |
| Augusti 1924      | Sångarfest i Hyltebruk                           | |
| November 1924     | Två Kyrkokonserter i Oskarshamn                  | Peterson-Berger, Josephson |
| Mars 1925         | Konsert i Lunds privata elementarskola           | Peterson-Berger, Alfvén |
| Mars 1925         | Maria Kyrka, Helsingborg                         | Skapelsen, Haydn |
| Mars 1925         | Konsert till förmån för de arbetslösa            | Gabriels aria ur Skapelsen av Haydn |
| December 1926     | Folkkonsert i Mariakyrkan, Helsingborg           | Kyrkoaria av Per Ulrik Stenhammar |
| Oktober 1929      | Folkkonsert                                      | Elsas dröm ur Lohengrin |
| November 1929     | Symfonikonsert                                   | Elsas dröm ur Lohengrin |
| December 1929     | Oratoriekonsert                                  | Ej vilade han i purpur |
| April 1930        | Oratoriekonsert, Fredrikskyrkan                  | |